# Chad Stahelski
Chad Stahelsk (Palmer, Massachusetts, 1968. szeptember 20. –) amerikai kaszkadőr és filmrendező. Egyik legismertebb munkája a 2014-ben bemutatott John Wick című film, melyet David Leitch-el együtt rendezett. Az 1994-es A holló című film forgatásán ő vette át Brandon Lee helyét, miután Lee halálos balesetet szenvedett. Kaszkadőr-koordinátorként és másodlagos filmrendezőként is dolgozott több filmen.

## Pályafutása
2018 januárjában bejelentették, hogy Stahelski visszatér a John Wick 2019-es folytatásában egyedüli rendezőjeként, a John Wick: 3. felvonás – Parabellumban.
2019-ben a Ragadozó madarak (és egy bizonyos Harley Quinn csodasztikus felszabadulása) másodlagos-rendezője volt.
2021 márciusában bejelentették, hogy Stahelski rendezi a Ghost of Tsushima filmadaptációját.

## Magánélete
Stahelski a kaszkadőr-munkatársával, Heidi Moneymakerrel állt házasságban, aki Scarlett Johansson dublőreként dolgozott a Fekete Özvegyben. Stahelski John Wick: 2. felvonás című filmjében is feltünt.
Stahelski Brandon Lee jóbarátja volt, akivel együtt edzett az Inosanto Akadémián.

## Filmográfia
| Év   | Magyar cím                          | Eredeti cím                            | Feladatkör | Feladatkör |
| Év   | Magyar cím                          | Eredeti cím                            | Rendező    | Producer   |
| ---- | ----------------------------------- | -------------------------------------- | ---------- | ---------- |
| 2014 | John Wick                           | John Wick                              | Igen       | Igen       |
| 2017 | John Wick: 2. felvonás              | John Wick: Chapter 2                   | Igen       | Nem        |
| 2019 | John Wick: 3. felvonás – Parabellum | John Wick: Chapter 3 – Parabellum      | Igen       | Vezető     |
| 2021 | Megsebezve                          | Bruised                                | Nem        | Vezető     |
| 2022 |                                     | Day Shift                              | Nem        | Igen       |
| 2023 | John Wick: 4. felvonás              | John Wick: Chapter 4                   | Igen       | Igen       |
| 2025 | Balerina                            | From the World of John Wick: Ballerina | Nem        | Igen       |

Másodrendezőként
| Év   | Magyar cím                     | Eredeti cím                | Megjegyzések                    |
| ---- | ------------------------------ | -------------------------- | ------------------------------- |
| 2016 | Amerika Kapitány: Polgárháború | Captain America: Civil War |                                 |
| 2020 | Ragadozó madarak               | Birds of Prey              | kaszkadőrjelenetek koordinátora |

Kaszkadőrszerep
Színészként
| Év   | Magyar cím           | Eredeti cím              | Szerep |
| ---- | -------------------- | ------------------------ | ------ |
| 2021 | Mátrix: Feltámadások | The Matrix Resurrections | Chad   |